# هورشام
هورشام هي مدينة، في أستراليا، تقع في ولاية فيكتوريا، هي عاصمة Rural City of Horsham ‏، بلغ عدد سكانها 15,262  نسمة وذلك حسب إحصائيات سنة 2011، رمزها البريدي هو 3400.

## المناخ
يظهر الجدول التالي التغييرات المناخية على مدار السنة لهورشام:
| البيانات المناخية لـهورشام        | البيانات المناخية لـهورشام | البيانات المناخية لـهورشام | البيانات المناخية لـهورشام | البيانات المناخية لـهورشام | البيانات المناخية لـهورشام | البيانات المناخية لـهورشام | البيانات المناخية لـهورشام | البيانات المناخية لـهورشام | البيانات المناخية لـهورشام | البيانات المناخية لـهورشام | البيانات المناخية لـهورشام | البيانات المناخية لـهورشام | البيانات المناخية لـهورشام |
| الشهر                             | يناير                      | فبراير                     | مارس                       | أبريل                      | مايو                       | يونيو                      | يوليو                      | أغسطس                      | سبتمبر                     | أكتوبر                     | نوفمبر                     | ديسمبر                     | المعدل السنوي              |
| --------------------------------- | -------------------------- | -------------------------- | -------------------------- | -------------------------- | -------------------------- | -------------------------- | -------------------------- | -------------------------- | -------------------------- | -------------------------- | -------------------------- | -------------------------- | -------------------------- |
| الدرجة القصوى °م (°ف)             | 46.0 (114.8)               | 47.4 (117.3)               | 41.0 (105.8)               | 35.0 (95.0)                | 28.0 (82.4)                | 24.0 (75.2)                | 20.0 (68.0)                | 26.0 (78.8)                | 31.0 (87.8)                | 38.0 (100.4)               | 42.3 (108.1)               | 46.0 (114.8)               | 47.4 (117.3)               |
| متوسط درجة الحرارة الكبرى °م (°ف) | 31.0 (87.8)                | 30.5 (86.9)                | 26.8 (80.2)                | 22.2 (72.0)                | 17.7 (63.9)                | 14.4 (57.9)                | 13.6 (56.5)                | 15.2 (59.4)                | 18.2 (64.8)                | 21.6 (70.9)                | 26.1 (79.0)                | 28.4 (83.1)                | 22.1 (71.8)                |
| متوسط درجة الحرارة الصغرى °م (°ف) | 12.5 (54.5)                | 12.6 (54.7)                | 10.0 (50.0)                | 7.1 (44.8)                 | 5.1 (41.2)                 | 3.7 (38.7)                 | 3.2 (37.8)                 | 3.2 (37.8)                 | 4.5 (40.1)                 | 5.4 (41.7)                 | 8.6 (47.5)                 | 10.4 (50.7)                | 7.2 (45.0)                 |
| أدنى درجة حرارة °م (°ف)           | 1.0 (33.8)                 | 2.5 (36.5)                 | 1.0 (33.8)                 | −2.0 (28.4)                | −4.0 (24.8)                | −6.0 (21.2)                | −5.0 (23.0)                | −4.0 (24.8)                | −3.0 (26.6)                | −3.0 (26.6)                | −2.0 (28.4)                | 1.0 (33.8)                 | −6.0 (21.2)                |
| الهطول مم (إنش)                   | 28.7 (1.13)                | 26.0 (1.02)                | 14.7 (0.58)                | 26.5 (1.04)                | 31.3 (1.23)                | 37.4 (1.47)                | 41.2 (1.62)                | 39.6 (1.56)                | 36.8 (1.45)                | 33.7 (1.33)                | 32.8 (1.29)                | 27.8 (1.09)                | 374.8 (14.76)              |
| متوسط الأيام الممطرة              | 2.8                        | 2.6                        | 2.6                        | 3.9                        | 6.1                        | 6.8                        | 8.1                        | 7.6                        | 7.1                        | 5.2                        | 4.5                        | 3.8                        | 61.1                       |
| المصدر:                           |                            |                            |                            |                            |                            |                            |                            |                            |                            |                            |                            |                            |                            |

## أعلام
- كيفن ماجي
- يان أندرسون
- مارك أوبراين
- بيرت واتسون
- ميتش كريك